# Хун І
Хун І (кит.: 弘一; 23 жовтня 1880 — 13 жовтня 1942) китайський художник, поет, драматург, музика, каліграф, викладач часів занепаду династії Цін і Китайської республіки. Відомий також як Вен Тао, Гуан Хоу та Шу Тун.

## Життєпис
Походив з роду торгівців Лі з округу Хунтун (Шаньсі), що наприкінці династії Мін перебралася до Тяньцзіня. Син Лі Шичженя, голови банківського відділення. Його мати була з Пінху (провінція Чжецзян). Народився 1880 року Тяньцзіні, отримавши ім'я Ченсі, при повнолітті — Шутун. 1884 року втратив батька. Виховувався матір'ю та стрийком. Здобув спочатку ґрунтовну домашню освіту. Замолоду виявив хист до поезії, малювання і каліграфії.
1898 року поступив до Наньянської державної школи в Шанхаї.під час навчання приєднався до Шанхайської асоціації живопису та каліграфії та Шанхайського наукового товариства. У 1905 році Лі Шутун вирушив до Японії для навчання в Токійській школі образотворчого мистецтва, де спеціалізувався на західному живописі та музиці. Тут його наложницею стала Юкіко. Під час навчання створив драматичний ґурток, де ставив європейську і американську класику.
У 1910 році повернувся до Тяньцзіну, де був прийнятий викладати до Беянської передової промислової школи Бейян. 1911 року його призначили вчителем музики в жіночій школі в Шанхаї. У 1912 році вирушив до Ханчжоу, де став викладачем західний живопис, історії мистецтва і музики Чжецзянського педагогічного училища. Його учнями були надалі відомі митці Фен Цзикай, У Менфей, Пан Тяньшоу.
У 1915 році переходить викладачем до Нанкінської вищої школи. Також викладав Чжецзянській середній школі. Став першим китайським педагогом, який використовував оголені моделі на своїх уроках живопису. При цьому був відомий як перший учитель західної музики в Китаї.
1917 року стає ченцем в монастирі Хупао в Ханчжоу, змінивши ім'я на Хун І. Його наложниця Юкіко повернулася до Японії. З цього часу присвятив свою діяльність поширенню будизму. Надалі став наставником (даші) вищого рангу, 11-м послідовником школи Вінаї. Помер у 1942 році в Цюаньчжоу (провінція Фуцзянь).

## Творчий доробок
Є автором праць з техніки малювання «Як малювати», «Вступ до акварелі», де пояснює принципи поєднання китайського і європейського стилю малювання. Створював картини олійними фарбами. Більшість його власних робіт увійшли до «Колекція живопису Хушен».
Склав низку творів з буддизму: «Графічне пояснення заповідей Бхікху в Дхармагупта Вінаї» і «Посібник з Наньшань Вінаї для мирян». 
Автор численних віршів, зокрема «Прощальна пісня», на яку американський композитор Джон Понд Ордвей наклав музику, створивши популярну пісню. Наразі вона дуже популярна у Китаї, вважається гімном випускників навчальних закладів.
Також був досвідченим композитором, музикою. В доробку понад 70 пісень. Його твори переважно ліричного спрямування, відомі і цінуються до тепер. Вважається одним з основоположників сучасного китайського пісеного жанру, поєднавши європейські мелодії, дезамінив слова на нові китайські. Найвідомішими є «Прощання» (送别歌), «Спогади дитинства» (忆儿时), «Пісня весняних екскурсій» (春游曲), «Три Коштовності» (三宝歌), «Озеро Сіху», «Сон», "Весняна прогулянка". Сприяв поширенню так званих «шкільних пісень», де вперше використав поліфонію. 1905 року випустив «Збірку національних пісень», куди увійшло 13 поем в «Шицзін», «Чуци»,2 поеми в жанрі куньцюй в сучасній обробці. В доробкує багато хорових композицій: «Людина і природа», «Вранішнє сонце», «Великий Китай», «Врожайний рік», «Повернення ластівки», «Вечірній дзвін».
Каліграфія Хун І має простий, без прикрас, але унікальний стиль. Займався різьбленням печаток, продовжуючи старовинні китайські традиції (збірка «Печатки Лі Шутуна»).